# Proposal Song
Proposal Song (청혼가?, Cheonghon-gaLR è un singolo del cantautore e produttore sudcoreano Park Jin-young (noto anche come J.Y. Park o JYP). Il brano è stato pubblicato come singolo nel 1995 come secondo estratto dall'album Tantara, il secondo lavoro discografico dell'artista.

## Descrizione
Proposal Song è una ballata romantica in lingua coreana, caratterizzata da melodie melodiose e testi sentimentali che raccontano una proposta di matrimonio. La canzone evidenzia il talento di J.Y. Park sia come cantante che come autore, combinando elementi di ballata pop e R&B.

## Produzione e pubblicazione
Scritta e prodotta da Park Jin-young stesso, Proposal Song è una delle tracce più celebri del suo repertorio degli anni '90, periodo in cui stava emergendo come una figura chiave nella scena musicale sudcoreana. La canzone è stata pubblicata sotto l'etichetta Cheil Communications Inc.

## Impatto culturale
Il brano è stato accolto positivamente sia dalla critica che dal pubblico e ha contribuito a consolidare la reputazione di J.Y. Park come uno dei pionieri della musica k-pop. Proposal Song è considerata un classico della musica sudcoreana degli anni '90 ed è spesso ricordata per la sua atmosfera romantica e le sue performance dal vivo emotive.

## Crediti
- Testi e musica: Park Jin-young
- Produzione: Park Jin-young